# Acropoma
Acropoma és un gènere de peixos pertanyent a la família dels acropomàtids.

## Taxonomia
- Acropoma argentistigma (Okamoto & Ida, 2002)[2]
- Acropoma boholensis (Yamanoue & Matsuura, 2002)[3]
- Acropoma hanedai (Matsubara, 1953)[4]
- Acropoma japonicum (Günther, 1859)[5]
- Acropoma lecorneti (Fourmanoir, 1988)[6][7][8][9][10][11][12]